# فيروس جدري الماء النطاقي
فيروس جدري الماء المنطقي أو حمة الحماق المنطقي أو الفيروس النطاقي الحماقي أو فيروس جدري الماء النطاقي (بالإنجليزية: Varicella zoster virus)‏ هو أحد فيروسات الهربس الثمانية التي تصيب البشر، وهي المسؤولة عن حدوث مرض الحماق (جدري الماء) لدى الأطفال و الهربس النطاقي (زنار من نار) والألم العصبي التالي للهربس لدى البالغين. يعرف الفيروس بعدة مسميات منها فيروس جدري الماء وفيروس العنقز.

## الأمراض الناتجة عن العدوى
يتسبب الفيروس النطاقي الحماقي بشكل رئيسي في حدوث مرض الحماق أو جدري الماء، ويحدث داء الحماق عقب العدوى الأولية ومن النادر جداً أن يتكرر حدوثه، وغالباً ما يستهدف هذا المرض الأطفال، إلا أنه قد يصيب البالغين الذين لم يتعرضوا من قبل للفيروس والذين ليست لديهم أجسام مناعية ضده، وعادة ما تكون إصابة البالغين أكثر حدة وخطورة من إصابة الأطفال حيث أنها قد تؤدي لحدوث التهاب فيروسي دماغي أو الإصابة بداء ذات الرئة الفيروسي.
عقب الإصابة بداء الحماق، يكون الجسم غلوبيولينات مناعية ضد الفيروس مما يحول دون تكرار حدوث داء الحماق مرة أخرى، إلا أن الفيروس (شأنه شأن باقي الفيروسات الهربسية) يختبئ في أجسام الخلايا العصبية ويبقى ساكناً لمدة طويلة، وأكثر ما يرقد في العصب ثلاثي التوائم و عقد الجذر الظهرية. يعود الفيروس لنشاطه في 10-20% من الحالات، وعندما ينشط الفيروس مرة أخرى؛ يتسبب بحدوث مرض الهربس النطاقي.

## المورفولوجيا
إن شكل وتركيب الفيروس النطاقي الحماقي قريب جدا من شكل وتركيب فيروس الحلأ البسيط، فهو يتكون من جزيء دنا خطي ذي طاقين، ومحاط بقفيصة بروتينة عشرينية المسطحات مغطاة بغلاف، لغلاف الفيروس بروتينات سكرية مميز هي: (gB, gC, gE, gH, gI, gK, gL)، الفيروس النطاقي الحماقي دائري الشكل يبلغ قطره 150-200 نانومتر.
هذا الفيروس حساس للمعقمات وخاصة لمستحضر تحت كلوريت الصوديوم، كما أنه حساس لعدة أدوية مضادة للفيروسات كالآسيكلوفير و الفيدارابين.

## اللقاح
يتوّفر حالياً لقاح مضاد للفيروس النطاقي الحماقي، يحتوي اللقاح على فيروس حي موهن، تنتجه شركة ميرك تحت اسم فاريفاكس (بالإنجليزية: Varivax)‏ بعد أن أقرته دائرة الغذاء والدواء الأمريكية في 1995، وقد أوضحت الدراسات أن اللقاح استطاع منع الإصابة بعدوى الفيروس لمدة تجاوزت 10 سنوات، كما حد من مضاعفات الحالات المصابة وعدد إدخالات المستشفيات نتيجة الإصابة بالعدوى. في 2006 أقرت دائرة الغذاء والدواء الأمريكية لقاح زوستافاكس (بالإنجليزية: Zostavax)‏ المطور من لقاح فاريفاكس والمستخدم في منع حدوث الهربس النطاقي.